# Timo Kalli
Timo Juhani Kalli (ur. 22 lutego 1947 w Kiukainen) – fiński rolnik i polityk, długoletni poseł do Eduskunty, w 2007 przewodniczący parlamentu.

## Życiorys
Z zawodu rolnik, zajął się prowadzeniem własnego gospodarstwa.
Zaangażował się w działalność Partii Centrum. W 1991 po raz pierwszy uzyskał mandat deputowanego do Eduskunty. W fińskim parlamencie zasiadał do 2019, skutecznie ubiegając się o reelekcję w kolejnych wyborach (1995, 1999, 2003, 2007, 2011, 2015) z Satakunty. W 2003 powołany na funkcję przewodniczącego klubu deputowanych centrystów. W 2007 przez miesiąc zajmował stanowisko spikera w Eduskuncie.